# Rubi Rose
Rubi Rose Benton (Lexington, Kentucky; 2 de octubre de 1997) es una rapera, compositora y modelo estadounidense.
Apareció por primera vez en el video musical del sencillo «Bad and Boujee» de Migos en el 2016. Luego siguió una carrera discográfica, apareciendo por primera vez en la canción inédita de Playboi Carti, «On Top» en el 2018.
Una serie de sencillos posteriores condujeron al lanzamiento de su mixtape debut, «For the Streets» (2020) a través del sello Hitco. A pesar de la tibia recepción, obtuvo un mayor éxito en su carrera como modelo al unirse al servicio de suscripción OnlyFans a principios de ese año.
En 2023, Rose firmó con Mogul Vision de Josh Marshall, un sello de Interscope Records, para lanzar el sencillo «Hood Bitch Aesthetic». Es anterior al lanzamiento de su próximo álbum de estudio debut.
Rose hizo un cameo en el video musical de Cardi B y Megan Thee Stallion para su sencillo de 2020 «WAP».

## Primeros años
Rubi Rose Benton nació el 2 de octubre de 1997 en Lexington, Kentucky. Su madre Mina Ghebrelul es una inmigrante eritrea y su padre John Benton es un abogado de ascendencia afroestadounidense y japonesa. Tiene una hermana mayor llamada Scarlette y una hermana menor llamada Coral. Vivió durante un año en Ginebra, Suiza. Se mudó a Atlanta, Georgia, en su tercer año de escuela secundaria. Estudió política en la Universidad Estatal de Georgia. Creció escuchando a Prince, Michael Jackson, Biggie, Marvin Gaye y Chaka Khan. Está influenciada por Megan Thee Stallion, Cardi B, Future, Nicki Minaj y Foxy Brown.

## Carrera musical
Rose comenzó su carrera musical en septiembre de 2018, con un remix de la canción «On Top» de Playboi Carti. En 2019, ganó más fuerza con su sencillo «Big Mouth». En el 2019, fue firmada por A&R Chris Turner para el sello discográfico de L.A. Reid, Hitco Entertainment. Rose hizo un cameo en el video musical de la rapera estadounidense Cardi B para su sencillo «WAP», lanzado el 7 de agosto de 2020.
El 25 de diciembre de 2020, Rose lanzó su primer mixtape oficial For the Streets, que contenía apariciones especiales de Future y PartyNextDoor. El mixtape recibió críticas generalmente negativas y no llegó a las listas. Rose fue seleccionada para la lista anual XXL de Estudiantes de primer año 2021.
En 2023, firmó con Josh Marshall en su sello Mogul Vision, que opera como parte de Interscope Records. Después de una pausa en la música, lanzó su sencillo «Hood Bitch Aesthetic» en octubre de ese año. Al mes siguiente, se unió ala rapera Sexyy Red en su gira «Hottest Hood Princess».

## Discografía
- 2020: For the Streets